# سسک تپه‌ای چین
سسک تپه‌ای چین (نام علمی: Rhopophilus pekinensis) نام یک گونه از تیره سبدنشینان است.